# Lesonice (kraj południowomorawski)
Lesonice – gmina w Czechach, w powiecie Znojmo, w kraju południowomorawskim. Według danych z dnia 1 stycznia 2014 liczyła 193 mieszkańców.